# Giona di Bobbio

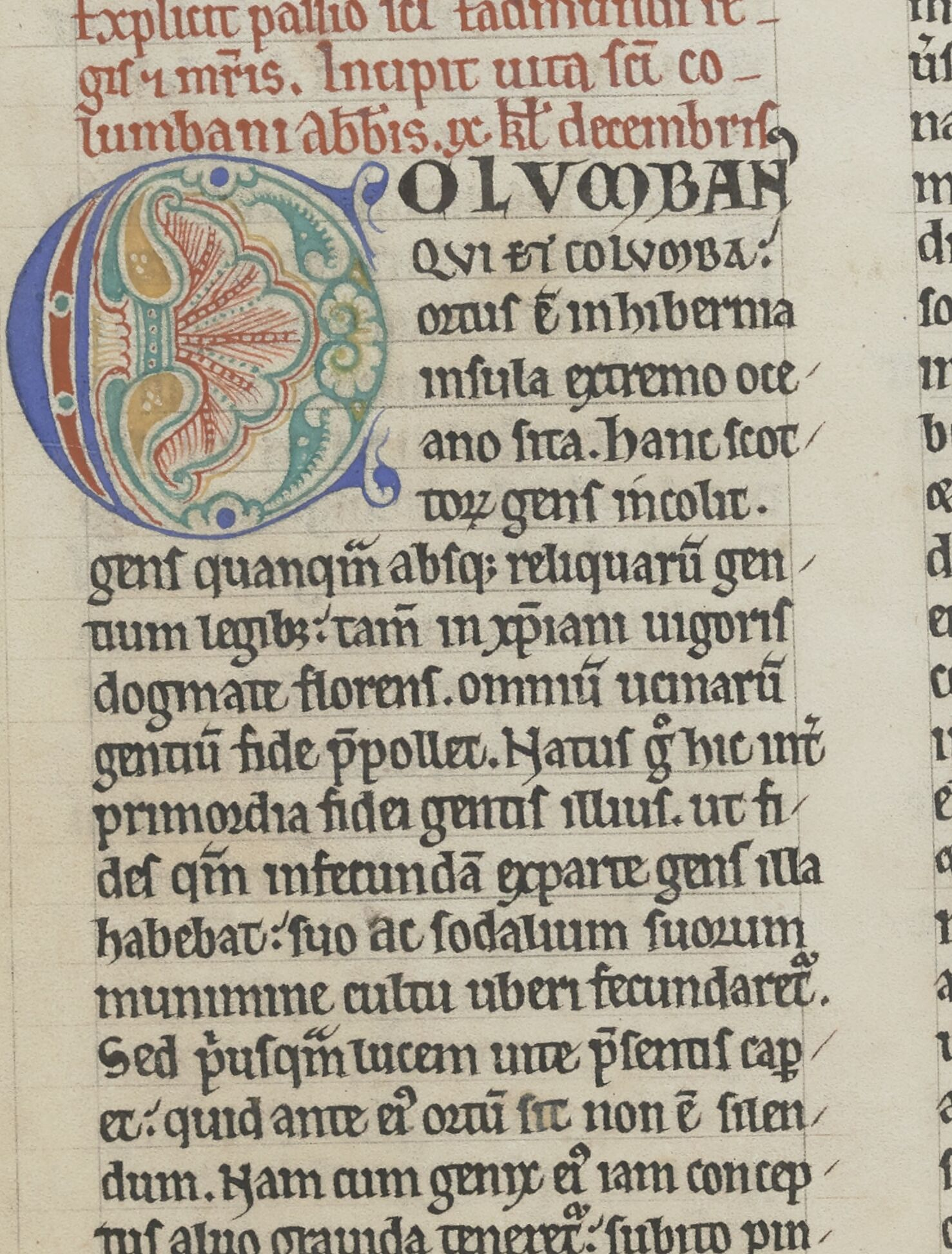
L'incipit della Vita Columbani nel manoscritto Paris, BNF, lat. 5336

Giona di Bobbio (in latino Jonas Bobiensis; Susa, 600 circa – Dopo il 659) è stato un monaco cristiano, storico e agiografo italiano, afferente all'Abbazia di San Colombano di Bobbio.

## Biografia
A differenza della maggior parte degli agiografi altomedievali, che tendono a rimanere nell’anonimato, la personalità di Giona emerge con forza nella sua opera di gran lunga più importante, la Vita Columbani et discipulorum eius, il che ha fatto sì che disponessimo di un numero insolitamente alto (seppur certamente lungi dall’essere sufficiente per avere un quadro completo) di informazioni biografiche sull’autore. Egli si identifica infatti fin da subito:
Nacque a Susa, all’epoca importante snodo di comunicazione tra la Gallia e il nord Italia e celebrata dall’autore come urbs nobilis, tra la fine del VI secolo e l’inizio del VII. Il suo nome, poiché rimandava alla figura di Colombano (il nome ebraico Yōnā significa proprio “colomba”), ed era abbastanza raro nel medioevo ,dovette essergli assegnato una volta diventato monaco, o, se alla nascita, comunque in onore del santo. Egli si fece monaco a Bobbio intorno al 617, ancora giovanissimo, sotto Sant'Attala. Lì, grazie probabilmente ad una pregressa istruzione scolastica, divenne ben presto archivista degli abati Attala e Bertulfo (dopo la morte del primo nel 627), collaboratori molto vicini al fondatore. Poco prima della morte dell'abate, fu protagonista di un episodio miracoloso: dopo aver ottenuto da Attala il permesso, a lungo agognato, di visitare la propria famiglia a Susa, Giona intraprese il viaggio e giunse dai propri parenti ma, ammalatosi gravemente, decise di tornare a Bobbio, dove scoprì che Attala era sul punto di morte. Lì ebbe l’occasione per rivolgergli l’estremo saluto, cosa che senza la malattia, da lui interpretata come miracolosa, sarebbe stata impossibile.
Nel 628 accompagnò Bertulfo a Roma per ottenere il supporto di papa Onorio I contro la pretesa del vescovo di Tortona, il quale rivendicava la propria giurisdizione su Bobbio, segno di una notevole importanza raggiunta al servizio dell’abate. Alcuni anni dopo, intorno al 633, si recò in Gallia, a Faremoutiers. Qualche anno dopo essere tornato a Bobbio (638 circa), Bernulfo gli diede l'incarico di redigere una biografia di San Colombano e dei suoi principali discepoli, compiendo un viaggio a ritroso sulla via percorsa dal santo abate irlandese ed interpellando quelli che lo avevano conosciuto; essa ci è giunta con il titolo Vita Columbani et discipulorum eius e sarà completata solo nel 642. Ad essa si deve la fama dell’autore presso i posteri.
Tra il 639 e il 642, assieme al vescovo Amando, fece parte d'un gruppo di missionari partiti per la Francia del Nord per evangelizzare i popoli germanici locali, viaggio che l’autore sfruttò per vedere di persona molti dei luoghi in cui era vissuto Colombano. Forse proprio in quest’occasione, ad Arras, scrisse la Vita di S. Vedasto, comunemente attribuita a lui.
L’ultima sua notizia di cui disponiamo (659) lo vede incaricato da Clotario III, re di Neustria e Borgogna, e dalla madre Batilde, di una missione presso Chalon-sur-Saône, nel corso della quale fece sosta a Réomé e scrisse l’ultima sua opera, la Vita Ioannis Reomaensis, una biografia del fondatore di quel monastero. Nel prologo, redatto dai monaci locali, l’autore è definito abbas; purtroppo non è precisato di quale monastero fosse abate, il che ha aperto un dibattito. In particolare, la menzione di un certo Ionatus come abate di Marchiennes nella Vita di Rictrude (X secolo), figura vissuta proprio in quel monastero, fondato peraltro da Amando, ha portato alcuni studiosi a ipotizzare che tale personaggio sia da identificare proprio con Giona, specialmente tenendo conto del fatto che che nomi come Ionas e ancor più Ionatus sono rari nel medioevo, oltre all’affinità geografica del luogo con quello della missione di evangelizzazione portata avanti sotto Amando stesso. È ignota la data di morte.

## Opere

### Introduzione
A Giona sono comunemente attribuiti quattro testi in lingua latina, tre di carattere agiografico (Vita Columbani et discipulorum eius, Vita Ioannis Abbatis Reomanensis, Vita Sancti Vedasti episcopi Atrebatensis), mentre il quarto è una regola monastica (Regula cuiusdam ad virgines). Di questi, tuttavia, solo i primi due sono attribuibili con certezza a Giona, in quanto in essi l’autore si identifica, mentre gli altri sono stati talvolta a lui attribuiti sulla base di considerazioni linguistiche e contenutistiche. 

### Opere di attribuzione certa

#### Vita Columbani et discipulorum eius
Datata all’incirca al 639, La Vita Columbani et discipulorum eius (trad. “Vita di Colombano e dei suoi discepoli”) è un testo agiografico. Essa narra, secondo i canoni del genere agiografico, la vita e i miracoli di san Colombano, fondatore del monastero di Bobbio, e di alcuni suoi discepoli particolarmente illustri. È unanimemente considerata dalla critica “uno dei più importanti monumenti letterari nel secolo VII sul continente” e “uno dei più significativi documenti agiografici dell'Alto Medioevo”. Essa è divisa in due libri, dei quali il primo si concentra sulla vita di Colombano, dalla nascita in Irlanda fino alla morte a Bobbio, il secondo su alcuni suoi discepoli, tra cui gli abati di Luxeuil e Bobbio, Eustasio e Attala, le monache di Éboriac, l’abate Bertulfo (successore di Attala a Bobbio), concludendosi con alcuni miracoli dei monaci di Bobbio.
Essa è dedicata agli abati Vadeberto e Boboleno e nasce, come precisato nel prologo, su invito dell’abate Bertulfo e dei monaci di Bobbio, con intenti apologetici ma allo stesso tempo per presentare un’immagine ufficiale e d’insieme del monachesimo colombaniano. Considerata generalmente storicamente affidabile, contiene tuttavia alcune omissioni e inesattezze. Essa venne scritta in un latino fortemente influenzato da modelli classici, seppur non privo di tratti volgareggianti. Come attesta la vasta tradizione manoscritta, ebbe una grande diffusione nel medioevo e, dopo un periodo di relativa oscurità, è stata oggetto di studi nel corso dell’800, che hanno portato alla monumentale edizione di Bruno Krusch, pubblicata nel 1905.

#### Vita Ioannis Abbatis Reomanensis
La Vita Ioannis abbatis Reomanensis (trad. “Vita dell’abate Giovanni di Réomé”) è anch’essa un testo agiografico, che si concentra sulla figura di Giovanni di Réomé, presunto fondatore dell’omonimo monastero, vissuto tra V e VI secolo. Risale al 659, dunque molti anni dopo rispetto alla Vita Columbani, e fu scritta da Giona nel corso di un viaggio verso corte di Clotario III, durante una breve sosta a Réomé, su richiesta dei monaci del posto, come precisato nella prefazione. Di Giovanni viene narrata la nascita a Langres, la fondazione di un monastero, il ritiro su un’isola e il ritorno, oltre all’attività di alcuni suoi discepoli. Come rilevato da alcuni studiosi, l’opera presenta numerose inesattezze storiche che, unite ad affermazioni poco credibili (come il fatto che Giovanni sarebbe vissuto 120 anni), la rende un testo di natura più spirituale che storiografica.

### Opere di attribuzione incerta

#### Vita Sancti Vedasti episcopi Atrebatensis
La Vita Sancti Vedasti episcopi Atrebatensis (trad. “vita di san Vedasto vescovo di Arras”) è un breve testo agiografico, di datazione ignota, che narra la vita del vescovo di Arras, Vedasto (morto nel 540), figura importante in quanto ebbe un ruolo importante nella conversione del re dei Franchi, Clodoveo, al Cattolicesimo (tradizionalmente datata al 496). L’opera, che nei manoscritti si presenta anonima, fu per la prima volta attribuita a Giona da Bruno Krusch nel 1893, nel corso della preparazione della sua edizione critica. La sua ipotesi si basava su forti somiglianze nell’usus linguistico e stilistico tra l’autore di tale testo e il Giona della Vita Columbani, arrivando ad ipotizzare che l’opera fu probabilmente commissionata a Giona dai monaci di Arras in occasione del centenario dalla morte del fondatore (640). Le argomentazioni del Krusch sono state accettate da molti studiosi, come Alexander O’Hara e Ian Wood, mentre altri, come Anne-Marie Hélvetius, le hanno respinte, sottolineando alcune differenze linguistiche e la mancanza di riferimenti al mondo monastico, assegnando invece l’opera ad un anonimo monaco di Arras.
L’opera fu oggetto di una riscrittura di Alcuino di York, in un latino generalmente più corretto e complesso.

#### Regula cuiusdam ad virgines
La Regula cuiusdam ad virgines (trad. “regola di un certo per le vergini”) è una regola monastica datata al VII secolo, probabilmente pensata per un monastero femminile di orientamento colombaniano. È giunta a noi tramite il Codex regularum di Benedetto di Aniane, una sistemazione di tutte le regole monastiche compiuta dal dotto carolingio nel IX secolo, volta a promuovere la Regula Benedicti. Essa affronta tutte le questioni tipicamente richieste in un monastero (la liturgia, l’educazione, il cibo…), attingendo molto alla Regola di Benedetto (e a numerose altre fonti) senza però seguirla pedissequamente, anzi giungendo spesso a risultati molto diversi.
La sua attribuzione ad uno specifico autore rimane tutt’ora controversa. Anzitutto, è stato precisato come ogni regola monastica sia frutto del lavoro di più di un autore, specialmente se si tratta di regole scritte da figure esterne ad un monastero, che scriveva a stretto contatto con chi vive in quel monastero. Il primo a proporre un’identificazione fu il benedettino Louis Gougaud, che l’assegnò a Valdeberto, abate di Luxeuil, sulla base della somiglianza tra la regula cuiusdam e la regola monastica insegnata da quest’ultimo alle monache del neonato monastero di Faremountiers (secondo il racconto di Giona), che diventerebbe perciò il monastero a cui si rivolgeva la regula. Questa interpretazione è stata contestata da Albrech Diem, che oltre ad individuare altri possibili candidati, che potrebbero aver preso parte alla sua composizione, l’ha attribuita a Giona, sulla base di somiglianze lessicali, stilistiche e contenutistiche con l’opera agiografica di Giona.

## Riferimenti

#### Fonti
- A. Diem, The Pursuit of Salvation. Community, Space, and Discipline in Early Medieval Monasticism. With a Critical Edition and Translation of the «Regula cuiusdam ad uirgines», Turnhout 2021.

- Giona di Bobbio, Vita di Colombano e dei suoi discepoli, a cura di I. Biffi e A. Granata, Milano 2001.

- Jonas of Bobbio, Life of Columbanus, Life of John of Réomé, and Life of Vedast, translated with introduction and commentary by A. O’Hara and I. Wood, Liverpool 2017.
- Vita Ioannis abbatis Reomanensis auctore Iona, a cura di B. Krusch, Hannover 1896, Monumenta Germaniae Historica: Scriptores rerum Merovingicarum III.
- Vita Columbani, a cura di B. Krusch, Hannoverae 1905, Monumenta Germaniae Historica, Scriptores rerum Germanicarum in usum scholarum, XXXVII.
- Vita Vedasti episcopi Atrebatensis, a cura di B. Krusch, Hannover 1896, Monumenta Germaniae Historica: Scriptores rerum Merovingicarum III.

#### Studi
- S. Boesch Gajano, Giona di Bobbio: un affresco della santità colombaniana nel contesto dell’agiografia medievale, in in L’eredità di San Colombano: memoria e culto attraverso il medioevo, sous da direction de E. Destefanis, Rennes 2017, pp. 183-192.

- F. Brünholz, Histoire de la littérature latine au moyen âge, I/1, Louvaine-la-Neuve 1990.

- S. Brufani, Giona di Bobbio e la Vita Columbani discipulumque eius: alle radici della civiltà europea, in Le radici medievali della civiltà europea: atti del Convegno di studio svoltosi in occasione della quattordicesima edizione del Premio internazionale Ascoli Piceno: Ascoli Piceno, 6-7 dicembre 2000. A cura di E. Menestò, Spoleto 2002, pp. 137-156.

- P. Chiesa, Giona di Bobbio, in Dizionario biografico degli italiani.

- P. Chiesa, Giona oltre Colombano: vita e contesto di un biografo, in L’eredità di San Colombano: memoria e culto attraverso il medioevo, sous da direction de E. Destefanis, Rennes 2017, pp. 193-204.

- P. Chiesa, Ionas Bobiensis, in Te.Tra La trasmissione dei testi latini del Medioevo (vol. 2), Firenze 2004, pp. 265-273.

- A. De Prisco, Il latino tardoantico e altomedievale, Roma 1991.

- A. Diem, Rewriting Benedict: The «regula cuiusdam ad virgines» and Intertextuality as a Tool to Construct a Monastic Identity, Journal of Medieval Latin 17, 2009, pp. 317-318.

- A. Diem, The Rule of an «Iro-Egyptian» Monk in Gaul Jonas' Vita Iohannis and the Construction of a Monastic Identity, in Revue Mabillon 19, 2008, pp. 5-50.

- A. Dubreucq, La tradition manuscripte de la Vie de saint Colomban et de ses disciples. Étude préliminaire, in L’eredità di San Colombano: memoria e culto attraverso il medioevo, sous da direction de E. Destefanis, Rennes 2017, pp. 147-160.

- A.-M. Helvétius, Clercs ou moines? Les origines de Saint-Vaast d'Arras et la «Vita Vedastis» attribuée à Jonas in Un premier Moyen Age septentrional. Etudes offertes à Stéphane Lebecq, a cura di C. Mériaux e E. Santinelli-Foltz, Lille 2011, pp. 671-689.

- B. Krusch, Zwei Heiligenleben des Jonas von Susa, in Mittheilungen des Instituts für österrechische Geschichtsforschung 14, 1893, pp. 385-448.

- C. Veyrard-Cosme, Alcuin et la réécriture hagiographique: d'un programme avoué d'«emendatio» à son actualisation, in. La réécriture hagiographique dans l’Occident médiéval: transformations formelles et idéologiques, a cura di M. Goullet e M. Heinzelmann, Ostfildern 2003, pp. 71-86.